# Ménétréols-sous-Vatan
Ménétréols-sous-Vatan är en kommun i departementet Indre i regionen Centre-Val de Loire i de centrala delarna av Frankrike. Kommunen ligger i kantonen Vatan som tillhör arrondissementet Issoudun. År 2022 hade Ménétréols-sous-Vatan 117 invånare.

## Befolkningsutveckling
Antalet invånare i kommunen Ménétréols-sous-Vatan
Referens:INSEE